# 泰迪·阿尔特曼
泰迪·阿尔特曼（英語：Teddy Altman）医生是《实习医生格蕾》中的一个虚构人物，由女演员金姆·瑞弗饰演。她是西雅图格雷斯医院的心臟外科医生，这是一个虚构的机构。 她在第8季的大结局中离开这档节目，之后透露她已经获得了陆军医学指挥的主要职位，但出于对欧文·亨特医生的忠诚而拒绝了。为了将她从她丈夫去世的医院中解放出来，亨特把她从西雅图格雷斯醫院解雇。

## 故事情节
泰迪就读于德克萨斯大学西南医学中心。她在乔治华盛顿大学医学院完成外科住院醫師实习，并在佛罗里达的梅奥诊所获得了研究金。作为一名主治医生，泰迪在哥伦比亚工作，但她最好的朋友在2001年9月11日的双子塔倒塌事件期间死亡后，她便离开哥伦比亚并加入军队，在她访问巴格达期间会见创伤外科医生欧文·亨特(凯文·马克德)。
欧文带泰迪到西雅图格雷斯医院，指导他的女朋友克里斯蒂娜·扬（吴珊卓）。特迪承认她爱上了欧文，但他告诉她其喜欢克里斯蒂娜。当泰迪指派克里斯蒂娜为她的第一次个人心胸病例进行复杂的手术并拒绝协助时，欧文质疑泰迪的动机。特迪决定离开西雅图格蕾丝；克里斯蒂娜恳求她留下来，如果泰迪继续教她甚至愿意与欧文分手。虽然泰迪同意留下，然而欧文说服克里斯蒂娜与他待在一起，泰迪短暂地把她从她的服务中剔除。
泰迪与小儿外科医生亚利桑那·罗宾斯（杰西卡·卡普肖）建立了友谊。他们有一段简短的关系，随后友好地分开。
在第六季末，泰迪不得不为她的心臟外科主任的工作而展開斗争。克里斯蒂娜要求欧文帮泰迪说一些好话；他却告诉外科主任德雷克·谢泼德（帕特里克·登普西）相反的话。最终，另一个候选人拒绝接受这个职位，泰迪收到了一份全职合同。泰迪后来得知此事，并受到欧文的背叛之伤害。
泰迪与安德鲁·帕金斯医生有過短暂的关系，他在医院的服务是暂时的。她后来遇到亨利·伯顿，一名罕见的遗传病症希佩尔-林道综合征患者，其無法再承担医疗费用。泰迪与他结婚，以便他可以利用她的健康保险，只有当亨利罹患他的疾病致命之并发症时，她才意识到这一項决定的严重性。泰迪发现，他把她列为他的紧急联系人，并被迫对他的护理作出生死之决定，不是作为他的医生，而是作为他的妻子。虽然新婚夫妇都认为他们的婚姻是一场简单的权宜婚姻，但泰迪继续和其他人约会，亨利后来承认他对泰迪有感情。她告诉他，她没有同样的感觉。
她不顾泰迪的反对执行手术，泰迪再次从她的服务中移除克里斯蒂娜。她告诉欧文，克里斯蒂娜过度自信使她变得危险，她將让克里斯蒂娜停止服务，直到她想回来。当安德鲁回来时，要求泰迪和他一起搬到德国，她接受了，并同意与亨利离婚。然而，在第七季大结局中，泰迪改变主意，告诉亨利，她爱上了他。两人开始了他们的婚姻生活，但在第八季，亨利死了，留下泰迪心烦意乱。她责怪欧文，因为她没有被告知亨利在另一个病人手术后死亡。在她与他的友谊之后，她中断了与他的友谊，导致他们在一起工作的问题变得更糟糕，因为克里斯蒂娜与欧文的关系问题而变得更糟。在一个特别糟糕的情况之后，贝利博士严厉地告诉泰迪，亨利身上发生的一切不是欧文的错而且泰迪知道这件事，需要克服它，这迫使泰迪更有礼貌地对待欧文，但她绝望地恳求欧文说服克里斯蒂娜（他和她分手了），不要从西雅图搬走，当欧文气愤地告诉她他不会这样做时，她感到震惊，无言以对，因为他和泰迪只是同事——她很清楚，不是朋友——因此她没有权利要求他提供任何帮助。她和欧文最终在最后一季中和好。欧文发现她在美国陆军医疗队得到了一份工作，但她拒绝了，因为她想和欧文和好，如果他和克里斯蒂娜分开的话。他最终解雇了她，她进了医疗队，并告诉她，他会没事的，因为他们恢复了他们的友谊。泰迪和欧文互相道别，因为他希望她接受这份工作，这对她来说是件好事。

## 发展
2009年10月，据报道，女演员基姆将扮演这个角色，并在演出的第六季中扮演一个轮换角色。2010年1月，基姆被提升为常驻角色。
2012年5月18日，在第八季大结局的第二天，制作人肖翁达·莱姆斯宣布，是雷弗决定离开的。“我知道本季的最后一集给观众带来了一些惊喜，她的退出是其中最大的一个。但她的角色已经订好了，她准备给泰迪·阿尔特曼一个非常需要的假期。与一个如此有才华、有趣又善良的人一起，这是一个愉快的工作。每个人都会非常想念她。我喜欢想象，泰迪仍然在居中，在医疗队建设一个新的生活。" 当人物离开的消息被发布时，雷弗在她的推特上写道，“我经历了我的创造性职业生涯中最好的时光，在剧中与肖翁达、贝琪和最好的电视演员一起工作，”她写道，“我感到幸运又感激，在佐治亚州与这样一支神奇的团队工作过。我会想念每个人！！我肯定第九季会很棒的！" 在2017年6月20日，据称，雷弗将在演出的第14季中继续客串泰迪·阿尔特曼的角色。

## 其他
《娱乐周刊》作家坦纳·斯特兰斯基发现，直到亨利的到来之前，阿尔特曼這個角色一直都没有一个很好的故事情节。他说：“我认为基姆·拉弗在这个节目中一直演得不够，直到最近。”